# Inga mischantha
Inga mischantha är en ärtväxtart som beskrevs av Hermann August Theodor Harms. Inga mischantha ingår i släktet Inga och familjen ärtväxter. Inga underarter finns listade i Catalogue of Life.